# Хай (поселение)
Хай (чечен. Хьай, ингуш. Хьай) — покинутый населённый пункт в Ачхой-Мартановском районе Чечни.

## География
Был расположен на берегах верхнего течения реки Фортанга, у северного подножия Цорейламского хребта. Ближайшие населённые пункты: на юге — село Цори, на северо-западе — село Алкун, на северо-востоке — село Даттых. Хребет Хьай-лоам-дукъ (1836 м), тянется по южной границе Ингушетии и Грузии.

## История

### XVIII—XIX вв.
Существует мнение, что упомянутое, немецким исследователем И. А. Гюльденштедтом — Гой или Хой, среди сел, относящихся к округам Ангушт и Шолхи (современные Тарское и Октябрьское) и С. М. Броневским — Гой есть аул Хай. Упомянутые в этих округах селения носят названия, указывающие на исходную точку миграции.
Согласно Высочайше утвержденному Положению об управлении Терской областью от 7 июня 1862 года в составе Западного отдела был учреждён Ингушский округ. В него были так же включены: аккинское и мереджинское общества, некоторые Галанчожские и Ялхаройские аулы, позже их перевели в Аргунский округ ввиду их одноплемённости (родства) с жителями данного округа и по причине близости к центру управления. Селение Хай находилось в составе Галгаевского общества Горского участка Ингушского округа.
В 1870 году в Терской области были проведены административные преобразования. Ингушский и Осетинский округа были объединены в один Владикавказский округ и по сведениям 1874 года селение Хай находилось в составе 3-го участка, а по сведениям 1883 года — в составе 4-го участка. В обеих переписях население его составляли — галгаевцы. В посемейном списке селения Хай 1886 года, и равно в списке населённых мест Сунженского отдела за 1890 год, жители указаны как ингуши, с суннитско-мусульманским вероисповеданием.

### XX в.
Хай упоминается в числе сел. Цоринского общества Ингушского племени в трудах комиссии по исследованию современного положения землепользования и землевладения в Нагорной полосе Терской области Назрановского округа 1908 и 1912 годов. В Списке населённых мест Терской области по сведениям на 1 июля 1914 года население состояло из ингушей-магометан. После революции ушло 14 дворов из-за отсутствия пахотных угодий и трудности переправ через Фортангу.
С упразднением Горской АССР 7 июля 1924 года была образована Ингушская автономная область. Селение Хай находилось в составе Ассиновского округа Ингушской АО, при общем сельском совете в селении Цори. В 1925 году в селе было 5 домохозяйств, в которых проживало 25 человек: 13 мужчин и 12 женщин. В 1926 году — 3 домохозяйства, в которых проживало 35 человек: 11 мужчин и 24 женщины. Из них: ингуши — 1 домохозяйство, 6 мужчин и 5 женщин; чеченцы — 2 домохозяйства, 5 мужчин и 19 женщин. Два двора (домохозяйства) пришло после революции 1917 года из Чечни из-за кровной мести. В 1944 году население было принудительно депортировано в Среднюю Азию.

## Галерея

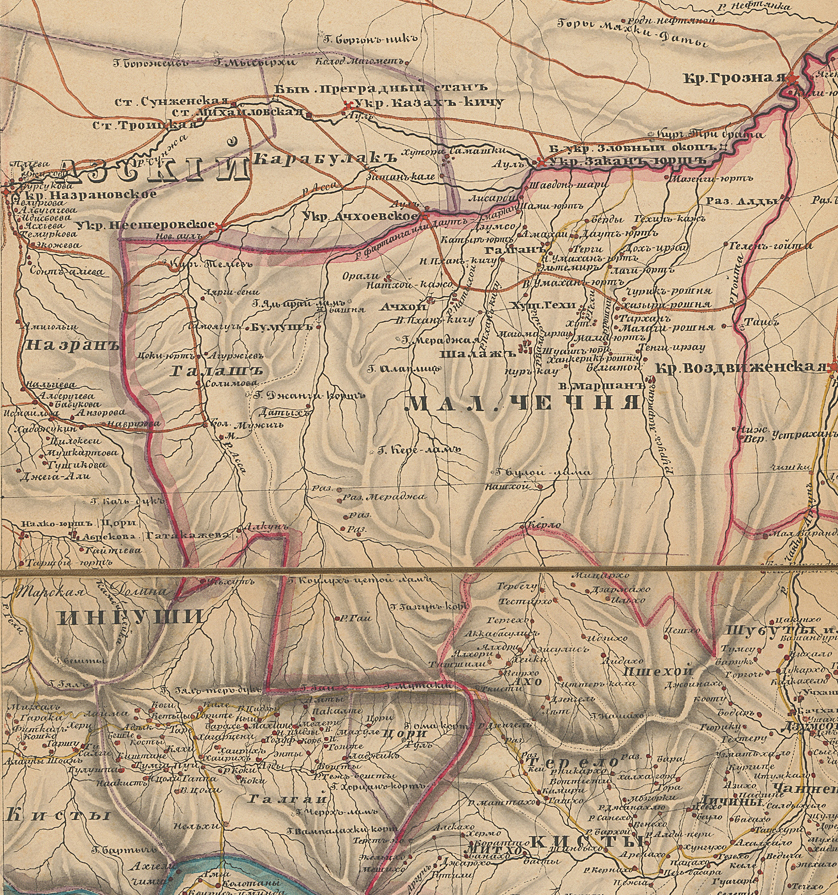
Хай на карте Малой Чечни 1847 г.
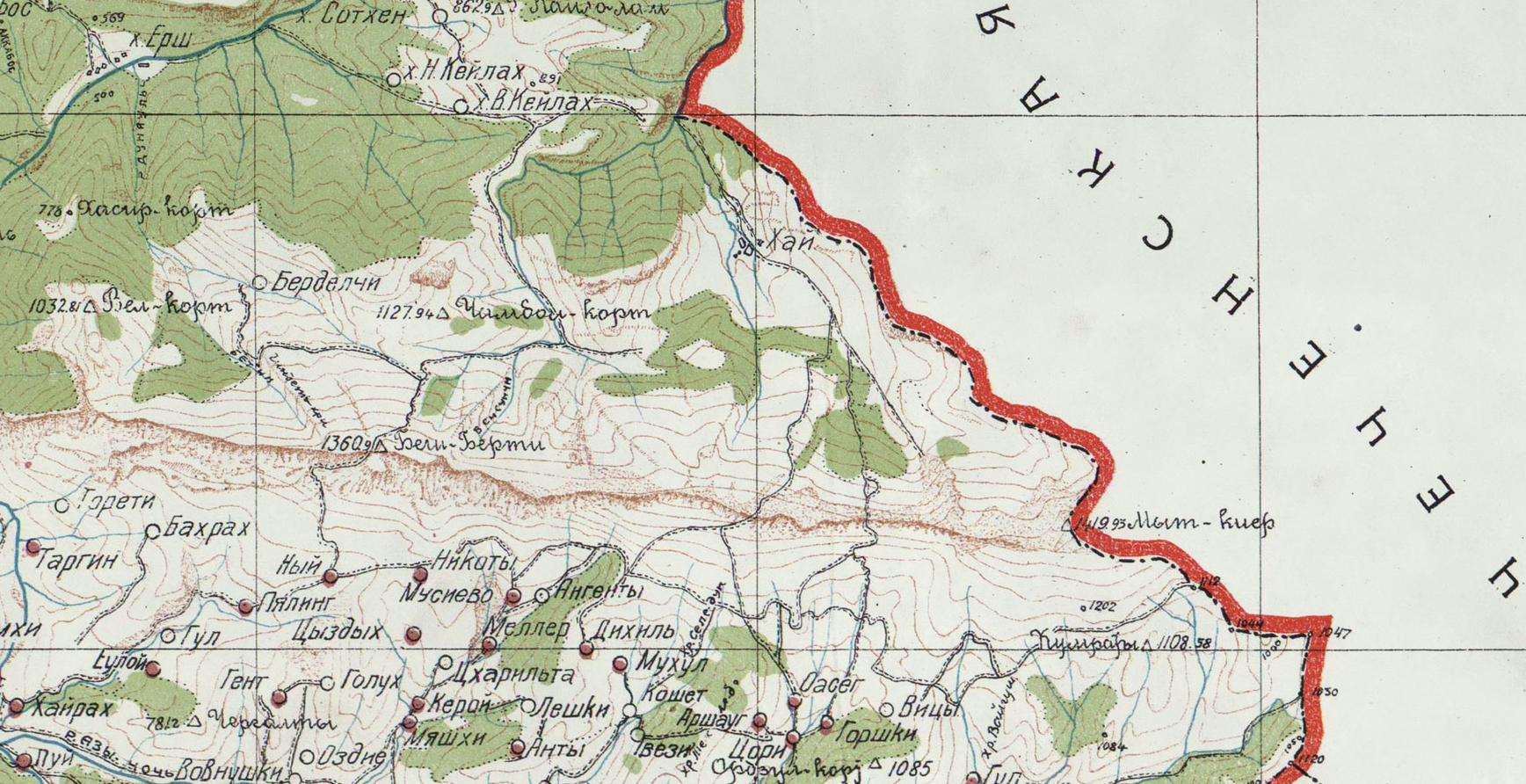
Хай на карте Ингушской АО 1928 г.
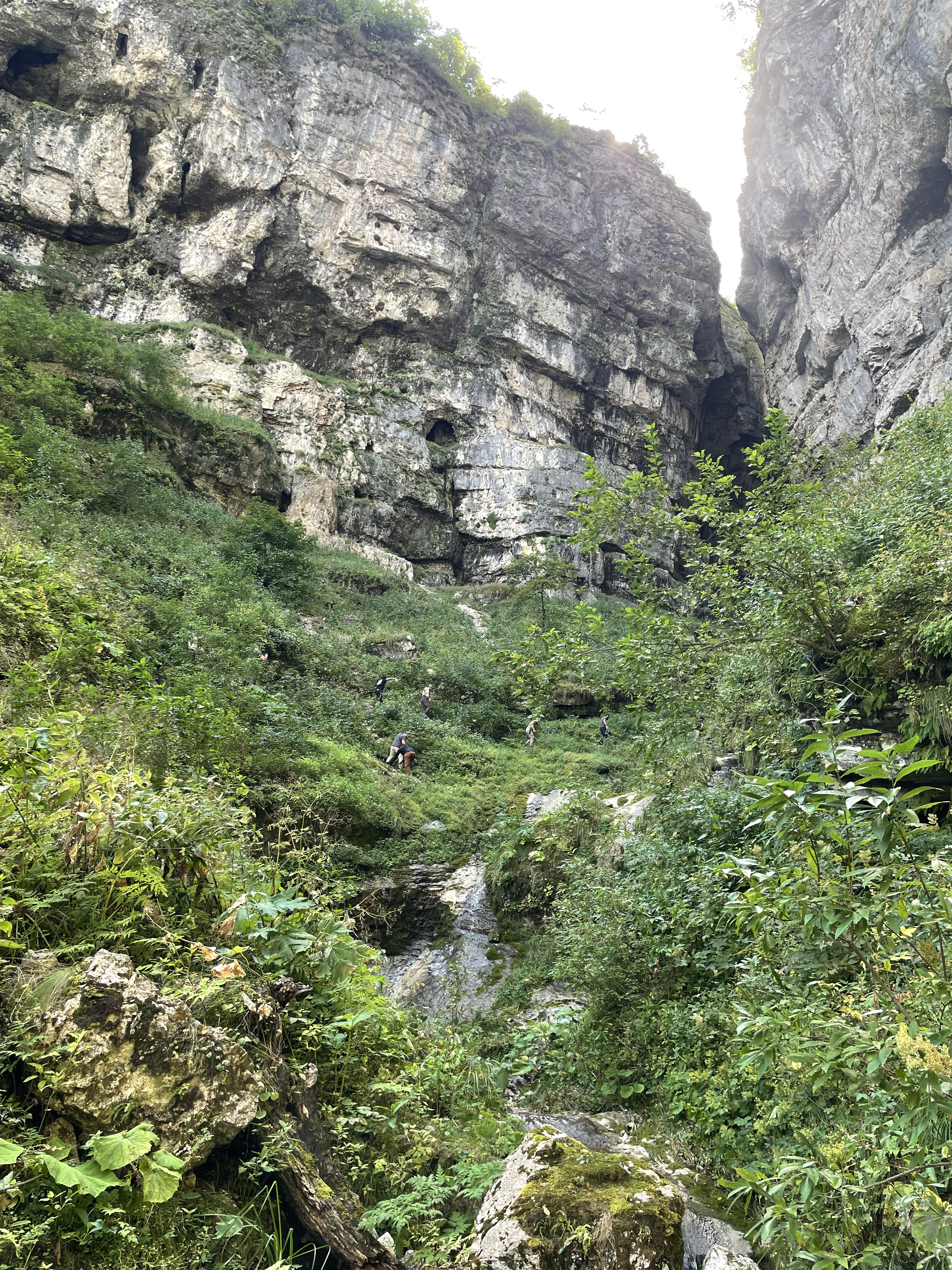
Ущелье Мартана близ Хая (Ачхой-Мартановский район)